# 주우규
양 폐제 주우규(梁 廢帝 朱友珪, 885년 ~ 913년 3월 27일(음력 2월 17일))는 중국 오대십국시대 후량의 제2대 황제로, 아명은 요희(遙喜)이다. 개국황제 주전충(후량 태조)의 3남으로(생물학적으로는 차남), 아버지를 암살하고 스스로 황제의 자리에 올랐다. 그러나 인심을 얻지 못하였고, 몇 달 뒤, 동생 균왕 주우정과 외사촌형 원상선이 주동하여 일으킨 쿠데타로 타도될 위기에 놓이자, 결국 스스로 목숨을 끊었다. 황자 시절 봉작은 영왕(郢王)이었으나, 후에 서인(庶人)으로 삭탈되었다.

## 생애
당나라 시대인 광계(光啓) 연간(885년 - 888년)에 주전충이 박주(亳州)로 향했을 때에 기녀와 관계를 맺어 낳은 서자이다. 907년 영왕(郢王)으로 봉해졌다.
어린 시절 소질이 뛰어난 맏형의 주우유와 자주 비교되고, 아버지로부터 노골적으로 소외당했다. 그 때문에 주우규는 난폭하고, 잔인한 성격으로 자랐다고 한다. 후에 주전충은 양자 박왕(博王) 주우문에게 제위를 양위하고, 친자인 주우규를 주자사로 좌천하는 등 순조로운 후계 계승을 계획했다. 이 결정에 반발한 주우규는 선수를 쳐 아버지를 암살하고 제위를 빼앗아, 그 책임을 모두 주우문에 덮어씌우고 처자식을 처형해 버렸다.
아버지인 태조 주전충을 살해하고, 912년 제위를 찬탈한 주우규이지만, 죽은 아버지로부터 소외당한 사실에 알 수 있듯, 덕망이나 군사적인 소질에는 모자라고, 한편 살륙을 좋아하는 악평이 있는 인물이었다.
주위의 환심을 사기 위해 인사나 포상을 행하였으나 호화스러운 생활을 보내 사람들의 불만을 샀고 금군(禁軍)의 불만이 폭발하였다. 마침내 913년에 시위친군도지휘사(侍衛親軍都指揮使) 원상선(袁象先) 등이 궁중에서 쿠데타를 일으켜, 주우규를 살해하고 그의 이복동생 주우정을 황제로 추대하였다.
사후에는 시호가 없고 서인(庶人)으로 강등되었다. 구오대사 및 신오대사에는 그의 치세를 본기(本紀)에서 제외시켰다.

## 기년
| 영왕        | 원년            |
| ----------- | --------------- |
| 서력 (西曆) | 913년           |
| 간지 (干支) | 계유(癸酉)      |
| 연호 (年號) | 봉력(鳳曆) 원년 |

| 전 임 후량 태조 | 제2대 후량의 황제 912년 ~ 913년 | 후 임 후량 말제 |